# 元坦
元坦（？—？），一名穆，字延和，河南郡洛阳县（今河南省洛阳市东）人，魏献文帝拓跋弘之孙，太保、领太尉、咸阳王元禧第七子，北魏宗室、官员。

## 生平
元坦為人傲慢凶狠粗野，喝醉酒時，常常在洛橋旁邊侮辱和毆打過路人。成為道路中的一個禍患。他的堂叔父安豐王元延明常常嚴加斥責，對他說：「你的兇狠殘暴的本性和你的身體同時增長。原來宋朝有位東海王劉禕品行低劣，當時的人稱他為驢王。我仔細觀察了你的所作所為，恐怕以後免不了驢的稱號。”時有人聽到了，就稱呼他為「驢王」。
咸陽王元禧被殺以後，元坦的哥哥元翼、元樹等五人相繼南逃，所以元坦得以襲封，朝廷改封他為敷城王。永安初年，恢復原來封號為咸陽郡王。屢遷至侍中。孝莊帝元子攸曾經很平靜地對元坦說：「你的才幹不如荀、蔡，一年之中幾次晉升，只是因為你從小在我家長大，所以才特別提升。」當初，咸陽王元禧死去之後，他的幾個孩子都很貧困，元坦兄弟都被彭城王元勰收養下來，所以孝莊帝才會這樣說。
孝武帝初年，元坦的哥哥元樹被抓獲。元坦見元樹年長而且有才，担心他會取代自己的爵位，就暗中勸告朝廷依照法律殺掉元樹。元樹知道後，哭着對元坦說：“我過去因為家庭遭難，不能死去，寄食於江湖之上，接受了他們的封爵和任命。如今回来，不是為了舉義而回，只求存活而已，又豈會期望榮華富貴？你怎麼亂加猜疑，忘了以前兄弟的情義！你腰背魁偉，却没有一點令人稱譽的美德啊！”元坦變了臉色離開。元樹死時，他竟然不前去哭吊。
後來他歷任司徒、太尉、太傅，加侍中、太師、錄尚書事、宗師、司州牧。雖然俸祿豐厚，職位尊貴，而貪婪之心卻更加厲害，賣法亂判冤獄，出賣官爵，不知法度。於武定二年九月被御史彈劾，免去官職，以王爵回府。不久又起用他為特進，出任冀州刺史。他專心搜刮民財，每當百姓交納賦稅時，除正常賦稅外，讓百姓先交納絹五匹，然後再讓他們交國家賦稅。他又喜歡抓魚打獵，沒有一天不外出。秋天冬天打野雞野兔，春夏天捕捉魚蟹，養的鷹犬常常多達幾百頭。他自己說，寧可三天不吃飯，不能一天不打獵。又於武定七年入朝擔任太傅。
東魏孝靜帝在位期間曾於侍中高岳席間，元坦恃力使酒，陵侮一眾坐上之客，眾皆下之，不敢應答。元坦謂華山王元鷙曰：“孔雀老武官，何因得王？”元鷙即答曰：“斬反人元禧首，是以得之。”眾人皆失色，元鷙怡然如故。
北齊天保初年，元坦依照規定被降爵位，封為新豐縣公。元坦被任命為特進、開府儀同三司。由於兒子元世寶跟通直散騎侍郎彭貴平酒醉以後誹謗朝廷，亂說圖讖，元坦受到株連。有關方面上奏應當處死。朝廷下詔寬恕了他們。元坦被發配到北營州，最後死在那裏。

## 家庭

### 兄弟姐妹
- 元通
- 元翼，南梁信武将军、青冀二州刺史、咸阳王
- 元显和
- 元树，南梁使持节、镇北将军、都督北讨诸军事、邺王
- 元昌，南梁直阁将军、荆湘二州刺史
- 元晔，南梁散骑常侍、桑乾王
- 元昶，东魏车骑大将军、仪同三司、太原王
- 元仲英，乐安公主，嫁东魏散骑常侍、柔然大中正闾伯昇
- 上庸公主，嫁东魏骠骑大将军、中书监、东郡文宣公陆子彰

## 延伸阅读
[在维基数据编辑]
 《北齊書·卷28》，出自李百药《北齊書》